# Película Muda Primera Parte

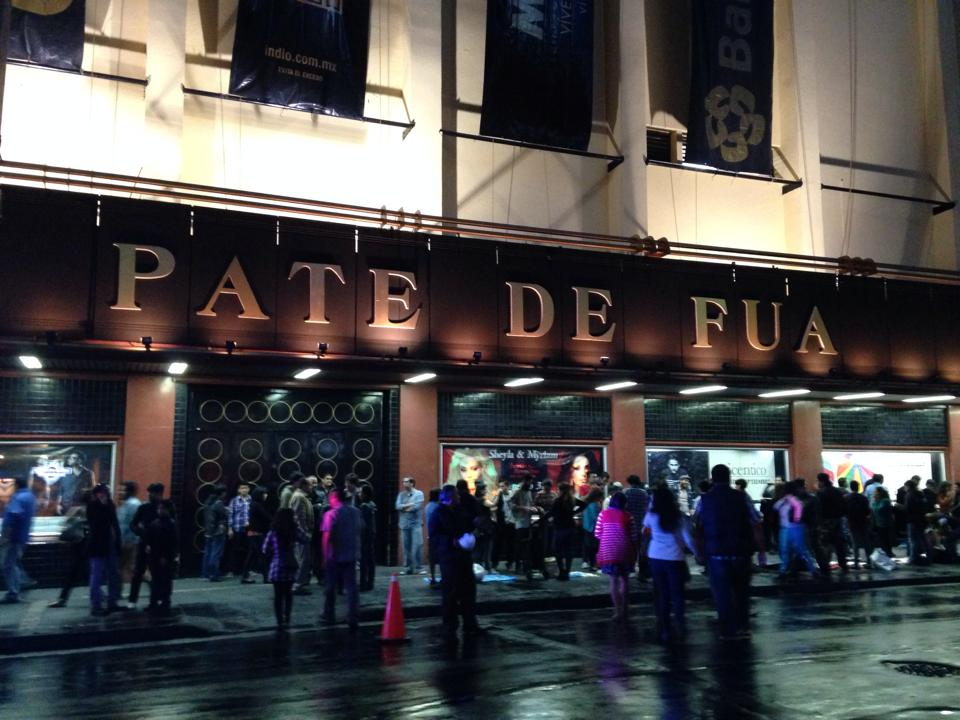
Teatro Metropólitan, Día de la Presentación del álbum

Película Muda Primera Parte es el nombre del álbum de la banda mexicana Paté de Fuá.
Su sexto Disco fue presentado el 30 de agosto de 2014,  en un concierto hecho en el Teatro Metropólitan en la Ciudad de México. Producido por Artco Studios y Poliviera Studios .En una conferencia de prensa el vocalista Yayo González mencionó "este disco es el resultado de sus últimos años de gira por todo el mundo, donde recolectaron distintos ritmos que van del country, al jazz, el vals, el tango, los boleros, las orquestas de los años 30, así como un híbrido entre los años 50 y el realismo alemán".
Fue lanzado al mercado el 16 de julio de 2014. tendiendo como sencillo la canción "  Vamos a Morir". Al igual esta canción fue el primer video que contó el disco y fue dirigido por Sergio Tovar.
Se grabaron 30 canciones en total, pero la banda decidido dividirlo en 2 partes para que "el público tenga tiempo para digerirlo con calma y darle el lugar que se merecen esas canciones... ". Anunciaron el lanzamiento del segundo disco en agosto de 2015.
Algunas de las canciones van acompañadas con colaboraciones de artistas como lo son Catalina Garcia, vocalista de la banda colombiana Monsieur Periné y La cantante/compositora mexicana Natalia Lafourcade. Para la segunda parte de Película Muda se esperan más colaboraciones.

## Canciones
1. Vamos a Morir (feat. Catalina Garcia)
2. Película Muda
3. Nubes de Ubeda (Instrumental)
4. El Extranjero
5. Paloma Querida
6. Te Conozco Mascarita
7. Mendigo de Amor
8. Corona de Espinas
9. Tienda de Abarrotes
10. Mi Corazón (feat. Natalia Lafourcade)
11. Llorarás
12. Princesita
13. Más Allá
14. Lista Negra
15. Belfast

## Homenaje
Después de su presentación el 41 Festival Internacional Cervantino, la banda decidió hacer una versión de la canción popular mexicana " Paloma Querida", como homenaje al cantante y compositor mexicano José Alfredo Jiménez.

## Colaboraciones
Vamos a Morir 
- Banjo – Yayo González
- Vocalista – Catalina García
- Marimba – Alexis Ruiz
- Órgano – Mario Patrón
- Percusiones – Armando 'Pinaca' Espinosa
- Trombone – Faustino Díaz

Película Muda
- Banjo, Guitarra – Guillermo Perata
- Chelo – Salomón Guerrero
- Marimba – Alexis Ruiz
- Órgano – Mario Patrón
- Percusiones  – Armando 'Pinaca' Espinosa
- Viola – Roberto Campos Salcedo
- Violín – Arturo Martínez Bourguet

Nubes De Ubeda
- Alto Saxophone – Tony Garcia
- Baritone Saxophone – Juan Manuel Navarro
- Bajo eléctrico  – Yayo González
- Música de – Guillermo Perata
- Soprano Saxophone – Roberto Benítez
- Tenor Saxophone – Jorge Brauet

El Extranjero
- Guitarra – Guillermo Perata
- Órgano – Mario Patrón
- Percusiones– Armando 'Pinaca' Espinosa
- Trombone – Faustino Díaz

Paloma Querida
- Composición de José Alfredo Jiménez

Te Conozco Mascarita
- Clarinete, Bajo Clarinete – Daniel Kovacich
- Marimba – Alexis Ruiz
- Piano – Mario Patrón
- Twelve-String Guitar, Banjo – Yayo González

Mendigo Del Amor
- Órgano – Mario Patrón

Corona De Espinas
- Alto Saxophone, Baritone Saxophone – Dan Mazor
- Banjo – Yayo González
- Trombone – Faustino Díaz
- Violín – Arturo Martínez Bourguet

Tienda De Abarrotes
- Música de – Alexis Ruiz

Mi Corazón
- Banjo – Yayo González
- Vocalista – Natalia Lafourcade
- Teclados  – Mario Patrón

Llorarás
- Teclados – Mario Patrón
- Letra de – Yayo González
- Marimba – Alexis Ruiz
- Música de  – Guillermo Perata
- Percusiones – Armando 'Pinaca' Espinosa

Princesita	
- Interpretada por Yayo González

Más Allá
- Percusiones – Armando 'Pinaca' Espinosa
- Trombone – Faustino Díaz

Lista Negra
- Alto Saxophone, Baritone Saxophone – Dan Mazor
- Flata – Gabriel Herrera
- Letra de – Yayo González
- Música de  – Guillermo Perata
- Órgano – Mario Patrón
- Percusiones  – Armando 'Pinaca' Espinosa
- Trombone – Faustino Díaz

Belfast
- Trombone – Faustino Díaz